# Dropptaggsvamp
Dropptaggsvamp (även Röddroppig taggsvamp; Hydnellum ferrugineum) är en oätlig korktaggsvamp inom familjen Bankeraceae. Arten återfinns oftast i barrskogsmiljöer och är reproducerande i Sverige. Inga underarter finns listade i Catalogue of Life.
Arten beskrevs först av Elias Fries, och fick sitt nu gällande vetenskapliga namn av Petter Adolf Karsten år 1879.
Skarp dropptaggsvamp är en annan korktaggsvampsart, som är mycket lik dropptaggsvamp.

## Bilder

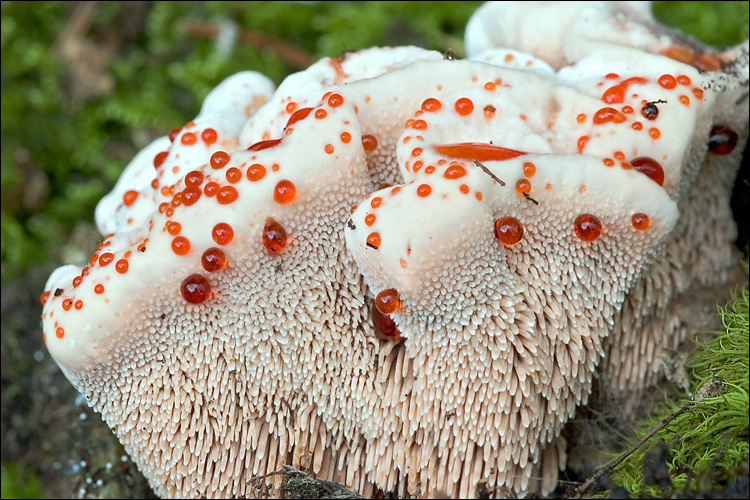
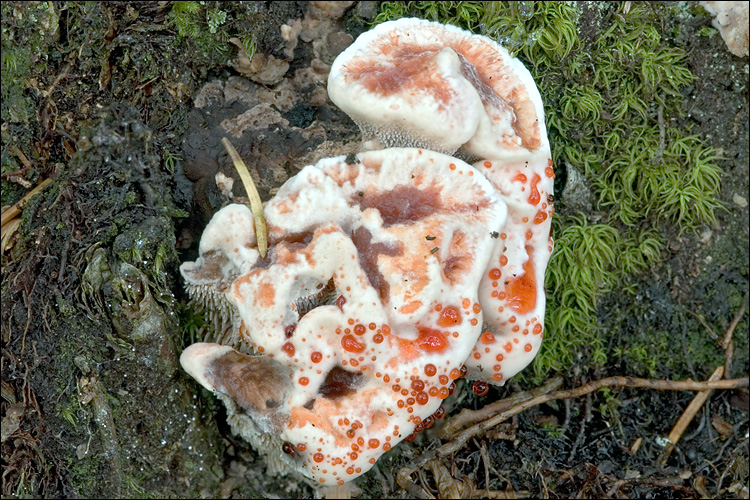
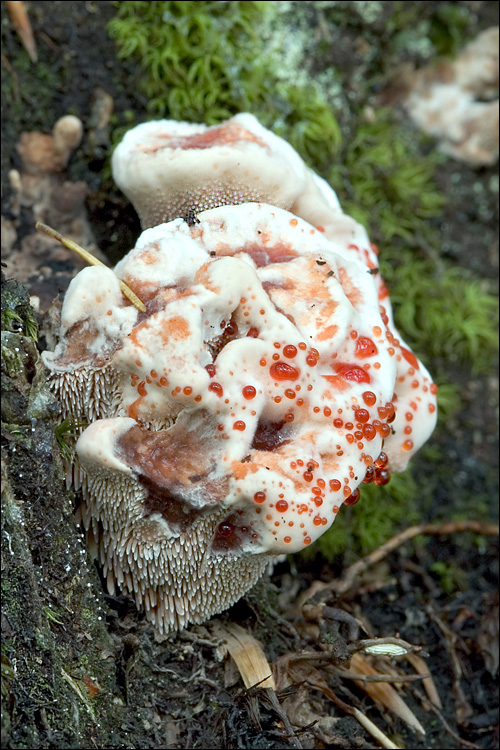
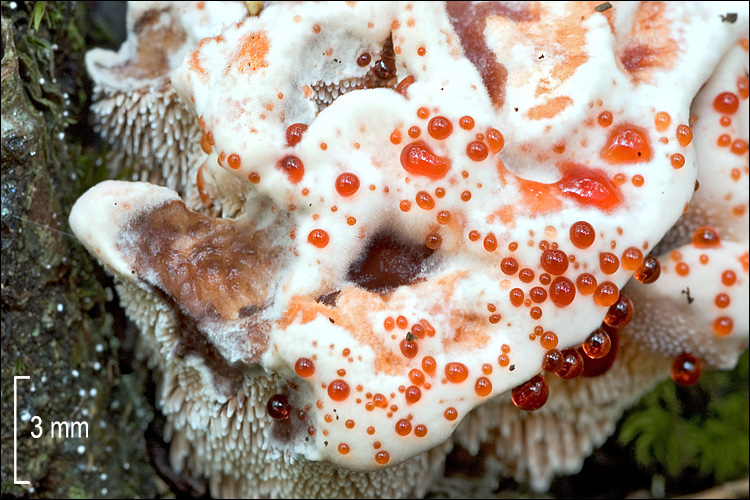
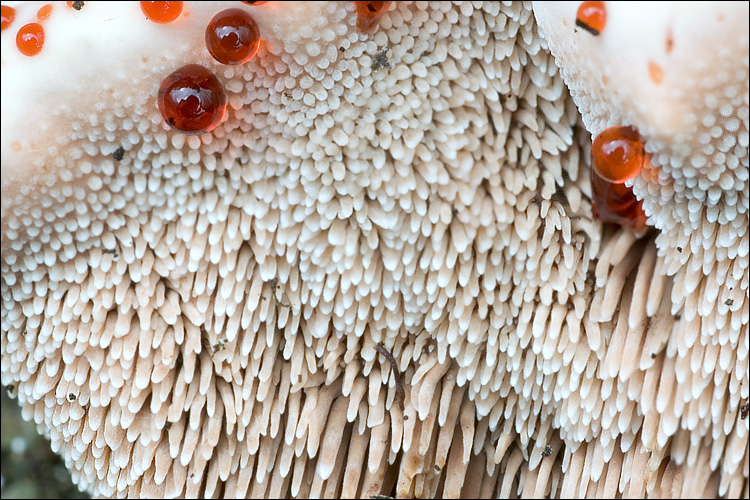